# زاگوریه کرواسی

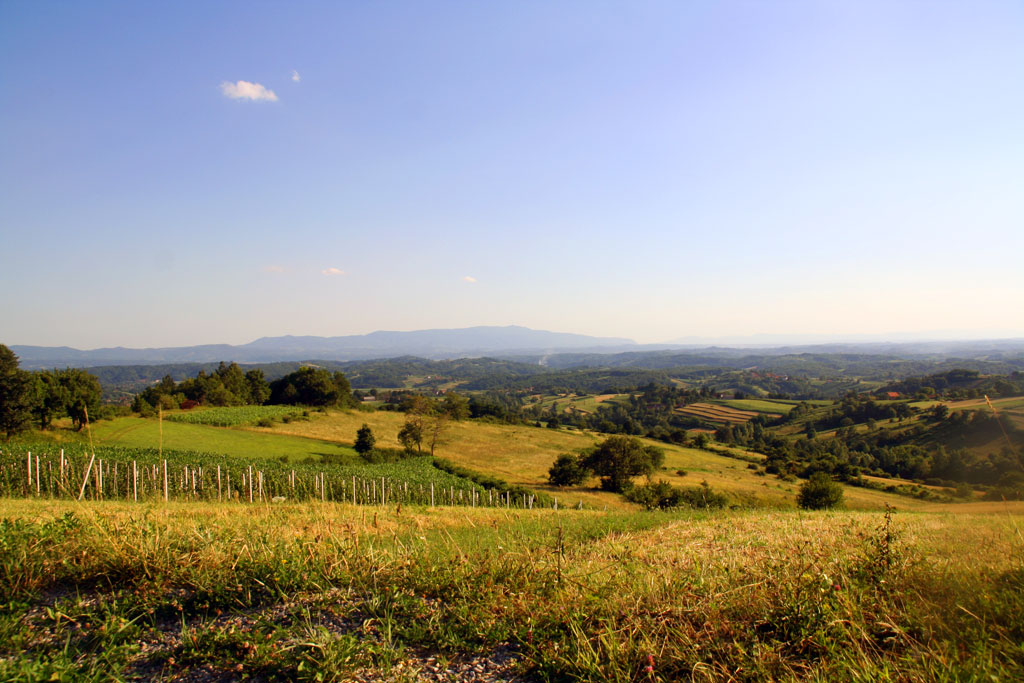
دشتی در زاگوریه کرواسی.

زاگوریهٔ کرواسی (انگلیسی: Hrvatsko Zagorje) نام ناحیه‌ای است در شمال شهر زاگرب در کرواسی. این ناحیه شامل تمامی منطقه واقع در شمال کوه مدودنیتسا است و واژه زاگوریه در زبان کرواسی به معنای «پشت کوه» است که به پشت کوه مدودنیتسا اشاره دارد.